# 10475 Maxpoilâne
10475 Maxpoilâne eller 1981 EX28 är en asteroid i huvudbältet som upptäcktes den 1 mars 1981 av den amerikanska astronomen Schelte J. Bus vid Siding Spring-observatoriet. Den är uppkallad efter Max Poilâne.
Den tillhör asteroidgruppen Vesta.